# Пазяк Михайло Михайлович
Миха́йло Миха́йлович Пазя́к (* 29 вересня 1930 року — † 3 листопада 1999) — український фольклорист, етнограф, літературознавець, доктор філологічних наук, завідувач відділу фольклористики Інституту мистецтвознавства, фольклористики та етнології імені М. Т. Рильського НАН України.

## Життєпис
Михайло Пазяк народився в селі Ілем'я Долинського повіту Станіславського воєводства (тепер село Ілемня Рожнятівського району Івано-Франківської області). Фольклором захоплювався з дитинства — любив слухати пісні мами, тітки, бабусь та розповіді татових товаришів.
Підлітком пережив страхіття війни та повоєнного московсько-більшовицького терору проти мирного населення та Української Повстанської Армії.
Після війни закінчив середню школу у місті Рожнятові.
У 1951—1956 роках навчався у Чернівецькому університеті імені Юрія Федьковича, де здобув фах філолога, вчителя української мови та літератури. За часи студентства Михайло Пазяк написав такі наукові розвідки як: «Говірка села Илем'я», «Село Илем'я од давніх часів і донині», «Образ Устима Кармелюка в народній пісенності та в літературі» (у співавторстві з Михайлом
Гуцем), «Народнопісенна основа роману Панаса Мирного „Лихі люди (Товариші)“».
Після закінчення навчання Михайло Пазяк три роки працював учителем на Поділлі — у селі Княжпіль Камянець-Подільського району Хмельницької області.
У 1959—1962 роках навчався в аспірантурі Київського педагогічного інституту (тепер — Національний педагогічний університет імені Михайла
Драгоманова).
У 1964 року захистив кандидатську дисертацію про народнопоетичне підґрунтя поезії Юрія Федьковича.
У 1962—1971 роках працював у видавництві «Дніпро».
З 1971 року і до останнього свого дня Михайло Пазяк працював в Інституті мистецтвознавства, фольклористики та етнології імені М. Т. Рильського НАН України.

## Наукова діяльність
Михайло Пазяк сконцентрував всі свої думки та помисли на збиранні, вивченні та збереженні фольклорного фонду українців, популяризації мистецьких скарбів. Їх він розшукував і збирав в експедиціях з усієї України — від своїх рідних Карпат до Поділля, Полісся, Наддніпрянщини, Слобожанщини і Півдня України. Учений прагнув, щоб видання творів народної словесності, здійснені подвижниками-українознавцями в минулому, були перевидані і доступні сучасному читачеві.
Основними дослідженнями фольклориста є: «Юрій Федькович і народна творчість» (1974), «Українські прислів'я та приказки проблеми пареміології та переміографії» (1984), «Народнопісенні мотиви в ліриці Ю. Федьковича» (1961), «З фольклористичної спадщини Ю. Федьковича» (1963).
У 1991 році захистив докторську дисертацію («Українські прислів'я та приказки. Проблеми ґенези, семантики і жанрово-поетичної структури»).
Упорядкував народнопоетичні збірки: «Українські прислів'я та приказки» (1976, 1984), «Прислів'я та приказки» у трьох томах (природа, людина, взаємини між людьми).
Перевидав у 1993 році славетну збірку Матвія Номиса «Українські приказки, прислів'я і таке інше».
Багато років редагував, як заступник головного редактора, часопис «Народна творчість та етнографія» (з 1974 року).

### Основні праці
- Перлини народної мудрості. Прислів'я та приказки: Природа. Господарска діяльність людини — К.: Наукова думка, 1989.
- Прислів'я та приказки: Взаємини між людьми — К.: Наукова думка, 1991.
- Українські прислів'я та приказки: Проблеми пареміології та пареміографії — К.: Наукова думка, 1984.
- Українська народна творчість — К.: Наукова думка, 1989.

### Наукові розвідки
- Юрій Федькович і народна творчість — К.: Наукова думка, 1974.
- Народно-пісенні мотиви в ліриці Юрія Федьковича (1961)
- З фольклористичної спадщини Юрія Федьковича (1963)
- Збірка прислів'їв Матвія Номиса (1984)
- Народнопоетичні джерела творчості Олеся Гончара // Народна творчість та етнографія. — 1988. № 4.
- Фольклористична діяльність М. Рильського // Народна творчість та етнографія. 1990. № 2.
- Матвій Номис як фольклорист та етнограф (1993)
- Поетика народних дум, її джерела і традиції (на матеріалі варіантів «Думи про втечу трьох братів з Азова, з турецької неволі») (1997)